# 聖雅克站
聖雅克站（法語：Saint-Jacques）是巴黎地鐵的一個車站。聖雅克站位於巴黎14區的聖雅克廣場，是巴黎地鐵6號線的車站。聖雅克站是巴黎地鐵少數售票處位於地面的高架站。聖雅克站開業於1906年4月24日。

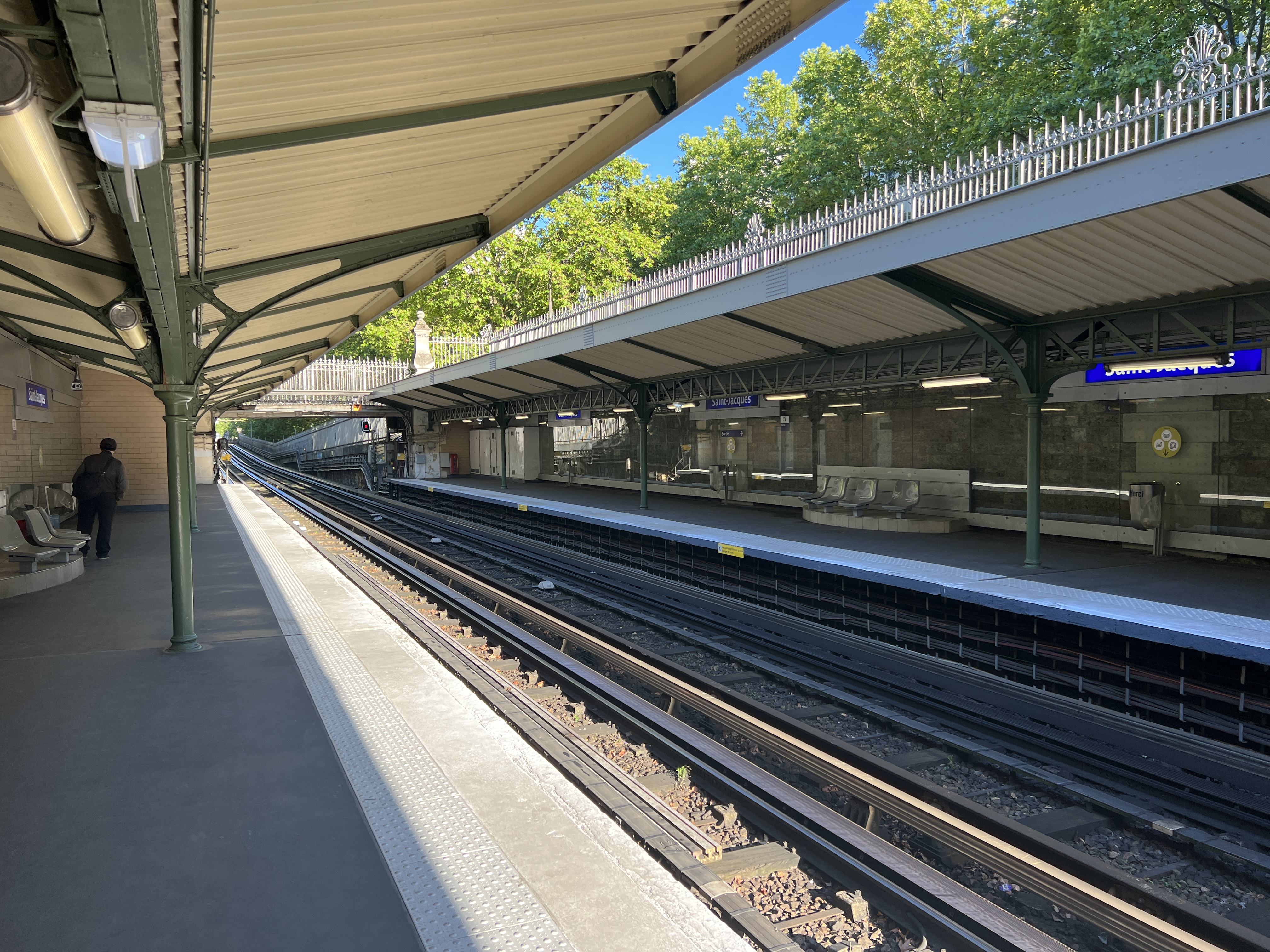
月台（2022年7月）

## 車站結構
| 月台層 | 側式月台，右側開門 | 側式月台，右側開門                |
| 月台層 | 往夏爾·戴高樂-星形 | 往夏爾·戴高樂-星形（丹佛-羅什洛） |
| 月台層 | 往民族             | 往民族（冰庫）                    |
| 月台層 | 側式月台，右側開門 |                                   |
| 1F     | 月台連接夾層       |                                   |
| 街道層 |                    |                                   |